# Georg Hassel (Pädagoge)
Georg Albrecht Dominikus Hassel (* 27. Mai 1800 in Frankfurt am Main; † 26. August 1851 ebenda) war ein deutscher Pädagoge.
Er war zunächst Seminarist und dann 1818–1821 Lehrer an der Musterschule.
Er wurde Vorsteher einer Knaben-Erziehungsanstalt, erst in der Schlesinger Gasse und dann im Oeder Weg. (Ab 1922 Hasselsche-Realschule e. v., ab 1937 Private Georg Hassel-Schule, Oberschule für Jungen, Klase 1-6 eGmbH, bis 1945). Philipp Reis und Friedrich Stoltze waren seine Schüler. Im Jahre 1830 wurde er in die Frankfurter Freimaurerloge „Sokrates zur Standhaftigkeit“ aufgenommen.
1841 gründete er eine weitere Anstalt.

## Verweise
1. ↑  https://www.stayfriends.de/Schule/Frankfurt-am-Main/Gymnasium/Hasselsches-Institut-im-Oederweg-S-622W-S

| Personendaten    | Personendaten                                         |
| ---------------- | ----------------------------------------------------- |
| NAME             | Hassel, Georg                                         |
| ALTERNATIVNAMEN  | Hassel, Georg Albrecht Dominikus (vollständiger Name) |
| KURZBESCHREIBUNG | deutscher Pädagoge                                    |
| GEBURTSDATUM     | 27. Mai 1800                                          |
| GEBURTSORT       | Frankfurt am Main                                     |
| STERBEDATUM      | 26. August 1851                                       |
| STERBEORT        | Frankfurt am Main                                     |